# Freÿr
Pour les articles homonymes, voir Freyr (homonymie) et Freÿr (homonymie).
Freÿr est un hameau de la commune belge de Hastière située en Région wallonne dans la province de Namur. Faisant partie de la section de Waulsort, il se trouve sur la rive gauche de la Meuse, entre le village de Waulsort et Dinant. Il est surtout connu pour son château (rive gauche) et ses rochers (rive droite).

## Histoire
Des vestiges anthropologiques et archéologiques datant de la Préhistoire ont été découverts dans plusieurs grottes de Freÿr lors de fouilles récentes. Dans la grotte des Enfants, on a trouvé  principalement des éclats de silex, ossements d'animaux et humains datant du Néolithique récent. De même, dans la grotte Bibiche, ont été mises au jour des sépultures collectives du Néolithique. L'abri du Pape situé au pied du massif du Pape, a, quant à lui, révélé des foyers de l'Âge du Fer, des niveaux d'habitat et de sépulture du Néolithique, des vestiges du Mésolithique et comporte un niveau d'occupation du Paléolithique final,. Des ossements préhistoriques ont été enfin découverts à la grotte Margaux et à l'abri des Autours.
Au Moyen Âge, c'est un gué qui prédispose la construction d'un petit château fort à Freÿr chargé de défendre ce point de passage reliant le comté de Namur à la principauté de Liège. Ce premier château est détruit en 1554 puis reconstruit en 1571 et réaménagé au fil des années. Le château de Freÿr n'acquiert son aspect actuel qu'à la fin du XVIIIe siècle.
Le hameau a donné son nom au traité de Freÿr, signé au château de Freÿr le 25 octobre 1675, entre la France et l'Espagne. Par ce traité la France et l'Espagne rapprochent leurs positions, en vue de la succession du trône d'Espagne, un problème qui se profile, car Charles II est sans descendance. Le traité a surtout des effets régionaux car il permet et améliore le commerce entre la France et les Pays-Bas méridionaux (alors sous domination espagnole).
Le traité est passé dans l'histoire comme ayant été l'occasion de la première tasse de café bue dans la région car un diplomate turc en amena dans ses bagages et en fit découvrir le goût à la compagnie présente.
Au fil de l'histoire, des artistes et des écrivains attirés par son site pittoresque et son château de style mosan ont représenté Freÿr par la plume ou par le pinceau. On notera parmi ceux-ci les écrivains Victor Hugo et Camille Lemonnier tandis que les peintres Joachim Patenier, Maurice Guilbert, Jean-Baptiste Madou, Gustave Courbet et Paul Lauters ont représenté ses falaises en peinture et en gravure.

## Tourisme
Lors des beaux jours, le site de Freÿr est un haut lieu du tourisme en Belgique par la présence de son château du XVIe siècle et de ses jardins classiques face aux falaises impressionnantes de Freÿr. L'ensemble est classé au patrimoine majeur de Wallonie. 
Le deuxième attrait est sportif, lié à l'escalade sur les rochers les plus hauts de Belgique et à la randonnée dans un environnement spectaculaire. En-haut des rochers de Freÿr, on trouve un point de vue sur les rochers et la vallée de la Meuse, un bivouac destiné aux grimpeurs du Club alpin belge et de clubs partenaires, le refuge Duchesne géré par le Club alpin belge et différents établissements de restauration. Le Club alpin belge, locataire et gestionnaire des rochers de Freÿr a pris un certain nombre de mesures pour restreindre les nuisances au niveau des rochers, pour en limiter ou en interdire l'accès, pour le balisage et l'entretien des sentiers ou pour le renforcement des berges de la Meuse. Le GR126 (sentier de grande randonnée) suit la berge de la Meuse au bas des rochers de Freÿr. 
Le tourisme fluvial est également présent avec des croisières en bateau-mouche entre Dinant et Freÿr. 